# گیلتری‌تینیب
گیلتری‌تینیب (انگلیسی: Gilteritinib) دارویی ضد سرطان و بازدارنده آنزیم تیروزین کیناز گیرنده AXL است.
سازمان غذا و داروی آمریکا در نوامبر ۲۰۱۸ میلادی، این دارو را برای درمان لوسمی حاد مغز استخوان (AML) با جهش ژنی «FLT3» مورد تأیید قرار داد.
این دارو خوراکی است و دوز رایج آن ۱۲۰ میلی‌گرم در روز است.